# Moulin Radou
De Moulin Radou is een voormalige watermolen op de Grand Aaz, gelegen aan de Rue Dessus es Thiers 88 te Hermée.
Deze bovenslagmolen fungeerde als korenmolen.
De molen stond er reeds in 1800. Na beëindiging van het bedrijf werd het bovenslagrad en ook het binnenwerk verwijderd. Het bakstenen molenhuis werd heringericht als woonhuis.